# Brage Bei der Wieden
Brage Bei der Wieden (* 6. Juli 1963 in Cuxhaven) ist ein deutscher Historiker und Archivar. Seit 2006 leitet er das Niedersächsische Landesarchiv Abteilung Wolfenbüttel.

## Leben
Brage Bei der Wieden ist ein Sohn des Bückeburger Gymnasiallehrers und Historikers Helge Bei der Wieden. Er studierte an den Universitäten Bonn, Wien und Göttingen. 1992 wurde er in Göttingen mit einer von Ernst Schubert betreuten Arbeit über Ludolf von Münchhausen promoviert. 1989 war Bei der Wieden wissenschaftlicher Mitarbeiter am Herder-Institut in Marburg. 1992/93 war er Mitglied eines Graduiertenkollegs an der Universität Göttingen und absolvierte danach von 1993 bis 1995 das Archivreferendariat am Staatsarchiv Osnabrück und der Archivschule Marburg. Bei der Wieden arbeitete von 1995 bis 1999 als Archivar am Staatsarchiv Stade, anschließend am Hauptstaatsarchiv Hannover. Ab 2002 war er im Referat „Staatsarchivverwaltung“ der Niedersächsischen Staatskanzlei tätig, ab 2005 als Dezernatsleiter in der Zentralen Archivverwaltung des neugegründeten Niedersächsischen Landesarchivs. Im Mai 2006 wurde er zum Leiter des Staatsarchivs Wolfenbüttel und späteren Niedersächsischen Landesarchivs Abteilung Wolfenbüttel ernannt.
Bei der Wieden wurde 1997 in die Historische Kommission für Niedersachsen und Bremen berufen und war von 1999 bis 2003 deren Geschäftsführer. Seit 2008 ist er Vorsitzender des Braunschweigischen Geschichtsvereins. Er ist seitdem Schriftleiter des Braunschweigischen Jahrbuchs für Landesgeschichte, der Quellen und Forschungen zur Braunschweigischen Landesgeschichte und der Beihefte zum Braunschweigischen Jahrbuch. Seit 2010 ist er ordentliches Mitglied der Braunschweigischen Wissenschaftlichen Gesellschaft. Seine wissenschaftlichen Interessen gelten der niedersächsischen Landes- und der Kulturgeschichte.

## Schriften (Auswahl)
Monographien
- Bückeburg. Stadtführer. Architektur, Geschichte, Kultur, Persönlichkeiten, Überlieferung, Wanderungen in die Umgebung. Driftmann, Bückeburg 1985, ISBN 3-924700-00-1.
- Welfisches Fürstentum und ständische Repräsentation. Der Calenberger Landtag 1582 in Marienstein (= Calenberg-Grubenhagensche Studien. Bd. 6, ZDB-ID 1111239-6). Goltze, Göttingen 1990 (zugleich: Göttingen, Universität, Staatsexamensarbeit, 1988).
- mit Bettina Borgemeister: Niedersächsisches Waldwörterbuch. Eine Sammlung von Quellenbegriffen des 11. bis 19. Jahrhunderts (= Schriften zur Heimatpflege. Bd. 7). Knoth, Melle 1993, ISBN 3-88368-245-4.
- Außenwelt und Anschauungen Ludolf von Münchhausens (1570–1640) (= Veröffentlichungen der Historischen Kommission für Niedersachsen und Bremen. Bd. 32 = Niedersächsische Biographien. Bd. 5). Hahn, Hannover 1993, ISBN 3-7752-5883-3 (zugleich: Göttingen, Universität, Dissertation, 1992).
- Die Entwicklung der pommerschen Bevölkerung 1701 bis 1918 (= Veröffentlichungen der Historischen Kommission für Pommern. Reihe 5: Forschungen zur Pommerschen Geschichte. Bd. 33). Böhlau, Köln u. a. 1999, ISBN 3-412-00399-9.
- Mensch und Schwan. Kulturhistorische Perspektiven zur Wahrnehmung von Tieren (= Edition Kulturwissenschaft. Bd. 52). transcript-Verlag, Bielefeld 2014, ISBN 978-3-8376-2877-7.

Herausgeberschaften
- Schaumburger Lesebuch. Bernhardt-Pätzold, Stadthagen 1989, ISBN 3-89109-024-2.
- Leben im 16. Jahrhundert. Lebenslauf und Lieder des Hauptmanns Georg Niege (= Selbstzeugnisse der Neuzeit. Bd. 4). Akademie-Verlag, Berlin 1996, ISBN 3-05-002665-0.
- mit Jan Lokers: Lebensläufe zwischen Elbe und Weser. Ein biographisches Lexikon (= Schriftenreihe des Landschaftsverbandes der Ehemaligen Herzogtümer Bremen und Verden. Bd. 16). Band 1. Landschaftsverband der Ehemaligen Herzogtümer Bremen und Verden, Stade 2001, ISBN 3-931879-08-9.
- mit Gerhard Streich: Historisch-landeskundliche Exkursionskarte von Niedersachsen. Teil 17: Blatt Harsefeld-Stade (= Veröffentlichungen des Instituts für Historische Landesforschung der Universität Göttingen. 2, Tl. 17). 1:50.000. Verlag für Regionalgeschichte, Bielefeld 2003, ISBN 3-89534-427-3 (mit Erläuterungsheft).
- mit Thomas Böckmann: Atlas vom Kommunionharz in historischen Abrissen von 1680 und aktuellen Forstkarten (= Schriftenreihe „Aus dem Walde“. Bd. 59 = Veröffentlichungen der Niedersächsischen Archivverwaltung. Sonderbd.). Hahn, Hannover 2010, ISBN 978-3-7752-6161-6.
- Handbuch der niedersächsischen Landtags- und Ständegeschichte. 2 Bände. Hahn, Hannover 2004–2013;
  - Band 1: 1500–1806 (= Veröffentlichungen der Historischen Kommission für Niedersachsen und Bremen. Bd. 216). 2004, ISBN 3-7752-6016-1;
  - Band 2: 1815–1946 (= Veröffentlichungen der Historischen Kommission für Niedersachsen und Bremen. Bd. 271). 2013, ISBN 978-3-7752-6071-8.
- mit Henning Steinführer: Amt und Verantwortung. Träger kommunaler Selbstverwaltung im Wirkungskreis der Braunschweigischen Landschaft. Appelhans, Braunschweig 2015, ISBN 978-3-944939-10-0.
- mit Christine van den Heuvel und Gerd Steinwascher: Geschichte Niedersachsens in 111 Dokumenten. Wallstein, Göttingen 2016, ISBN 978-3-8353-1960-8.
- u. a.: Hof und Regierungspraxis im Fürstentum Braunschweig-Wolfenbüttel 1735. Quellenedition. Appelhans, Braunschweig 2020, ISBN 978-3-944939-39-1.